# Мировой экономический кризис (2008—2013)
Мировой экономический кризис (также Великая рецессия, англ. Great Recession) — кризисное состояние мировой экономики, резко обозначившееся с 2008 года. Разные страны и регионы выходили из острой фазы кризиса в разное время, с 2009 по 2013 год, а его последствия сохраняются до сих пор. Развитие финансового кризиса началось в США. Если не по глубине, то по масштабам и последствиям этот кризис сопоставим лишь с Великой депрессией 1930-х годов.
В 2009 году мировой ВВП впервые со времён Второй мировой войны показал отрицательную динамику.
Также рекордно (более чем на 10 %) сократилась мировая торговля, восстановившая объём к 2011 году, но значительно отстающая от докризисных темпов роста вплоть до 2014 года.
Спад экономики США и еврозоны закончился во втором квартале 2009 года, однако в 2011 году в еврозоне началась вторая рецессия, продолжавшаяся до 2013 года и ставшая самой длительной в её истории.
Глобальной тенденцией после острой фазы кризиса в 2008 году стало ослабление среднего класса в мире, в то время как до кризиса его доля в общем объёме мирового богатства оставалась продолжительное время стабильной, отмечается в отчёте Global Wealth Report 2015 швейцарского банка Credit Suisse. При этом доля 1 % самых богатых людей в мировом объёме богатств превысила 50 % и продолжает увеличиваться.
Беспрецедентный рост безработицы привёл к достижению её рекордного показателя за всю историю наблюдений за рынком труда (200 млн человек в 2009 году).

Падение экономики в странах мира к концу 2008 года (насыщенность красного цвета по степени падения)

## Истоки и причины
Возникновение кризиса связывают с общей цикличностью экономического развития, дисбалансами международной торговли и движения капиталов, а также перегревом кредитного рынка и особенно проявившегося его следствием ипотечного кризиса — как результата кредитной экспансии, развёрнутой в 1980-х — начале 2000-х годов.
По выводам из обнародованного в январе 2011 года итогового отчёта созданной по решению президента США Барака Обамы специальной комиссии Конгресса США по расследованию причин кризиса 2008—2009 годов, кризис спровоцировали следующие факторы: провалы в финансовом регулировании, нарушения в области корпоративного управления, которые привели к чрезмерным рискам; чрезмерно высокая задолженность домохозяйств; широкое распространение «экзотических» ценных бумаг (деривативов), рост нерегулируемой «теневой» банковской системы.

## Начало кризиса в США
Соединённые Штаты Америки, крупнейшая экономика мира, вошли в 2008 год с кредитным, в особенности ипотечным кризисом, который привёл к резко обозначившемуся в сентябре 2008 года кризису ликвидности банков, прекративших выдачу кредитов. Джордж Сорос отмечал, что «начало кризиса 2008 года можно официально отнести к августу 2007 года, когда центральные банки были вынуждены взять на себя финансовые обязательства для того, чтобы обеспечить ликвидность банковской системы». Спустя несколько месяцев снижения и потери рабочих мест, в период с 2007 по 2008 год эта попытка потерпела крах, что привело к банкротству пятидесяти банков и финансовых учреждений. Это отразилось также и на биржевых ценных бумагах (американские акции подешевели более чем на 50 %), на потреблении и сбережениях населения.
В сентябре 2008 года положение резко усугубилось из-за краха ряда финансовых институтов, связанных с ипотечным рынком, таких как инвестиционный банк Lehman Brothers, ипотечные компании Fannie Mae, Freddie Mac и AIG. Для сохранения некоторых из этих организаций правительство США приняло определённые меры, выдав им сотни миллиардов долларов.
С декабря 2007 до июня 2010 года ФРС различным банкам, корпорациям и правительствам под низкий процент были выданы триллионы долларов кредитов. См. Результаты отчёта Government Accountability Office Архивная копия от 19 октября 2013 на Wayback Machine.

## Распространение кризиса в мире
Кризис быстро распространился на развитые страны мира.
В предкризисные 2004—2007 годы средние темпы роста мировой торговли составляли 8,74 %. С резким сворачиванием объёмов банковского кредитования и снижением спроса на товары и услуги, в 2008 году объём мировой торговли повысился лишь на 2,95 %, а в 2009 году показал падение на 11,89 %. Темпы роста мирового ВВП в 2008 году составили 1,83 %, а в 2009 году мировой ВВП впервые после Второй мировой войны сократился — на 2,3 %.
В феврале 2008 года уровень инфляции в мире поднялся до рекордной отметки.
Вследствие недоверия к валютам, как отмечал Джордж Сорос, возобладала тенденция переводить их в реальные активы, коснувшаяся прежде всего сырьевого сектора — продемонстрировав рост цен на нефть и золото.
В 2009 году проблема обрела противоположный характер: экономический прогноз указал на дефляцию, по причине которой, например, ФРС снизили процентные ставки практически до нуля.

Цены на нефть (1999-21.11.2008)

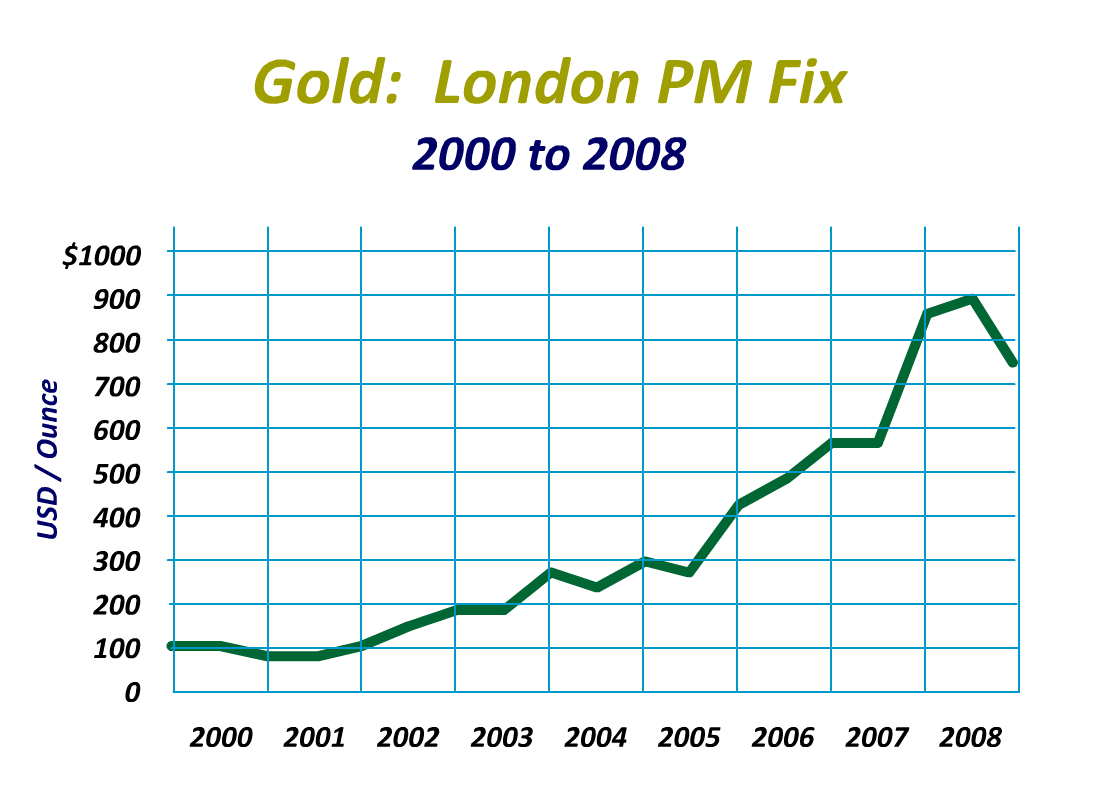
Цены на золото (2000—2008)

8 октября 2008 года все ведущие центробанки мира, исключая ЦБ Японии и России, приняли беспрецедентное решение об одновременном снижении процентных ставок. Такое решение было расценено обозревателями как признание глобального характера кризиса.
10 октября собравшиеся на совещание в Вашингтоне министры финансов и главы центральных банков стран G7 утвердили антикризисный план, заменивший собой традиционное для подобных встреч итоговое коммюнике, заявив, что они предпримут «неотложные и исключительные действия». План предписывал «использовать любые имеющиеся средства, чтобы поддерживать системно важные финансовые институты, не допуская их краха» и иные меры.
14 ноября лидеры стран Группы двадцати (G20) собрались на антикризисный саммит, на котором приняли декларацию, содержащую, в частности, общие принципы реформирования финансовых рынков, реорганизации международных финансовых институтов, обязательство воздерживаться от применения протекционистских мер в последующие 12 месяцев.
4 декабря ЕЦБ и Банк Англии значительно понизили базовые процентные ставки, мера была предпринята перед лицом назревающей угрозы дефляции.
В начале декабря 2008 года Статистическое управление Евросоюза сообщило, что ВВП еврозоны в третьем квартале 2008 года снизился на 0,2 %, как и в предыдущем квартале: европейская экономика вошла в период рецессии впервые за 15 лет.
По данным Евростата, опубликованным в феврале 2009 года, промышленное производство в Евросоюзе в декабре 2008 года снизилось на 11,5 % в годовом выражении, а в еврозоне — на 12 %, такое сильное падение отмечено впервые с 1986 года, когда начала вестись общеевропейская статистика.
Европейский центральный банк (ЕЦБ) предпринял первые меры с определённым опозданием. Основными мерами стали жёсткая экономия и ограничение общественно-государственных расходов, что привело к кредитной недостаточности и сложному доступу к кредитованию.
Так как Европа представляет 30 % мировой торговли, кризис в ней послужит причиной задержки восстановления мировой экономики.
Европа представляется эпицентром разрушений после мирового финансового кризиса, отмечал в марте 2010 года К. Рогофф. См. Европейский долговой кризис.
2 апреля 2009 года состоялся саммит большой двадцатки в Лондоне, на котором был принят План действий по выходу из глобального финансового кризиса. В частности, одной из наиболее серьёзных мер стало решение о значительном увеличении ресурсов МВФ — до 750 млрд долл., поддержка новых ассигнований СПЗ в размере 250 млрд.
В опубликованной МВФ в начале 2010 года работе «Переосмысляя макроэкономическую политику» («Rethinking Macroeconomic Policy») отмечается, что основные элементы сложившегося до начала кризиса консенсуса в отношении экономической политики остаются неизменными.
Ухудшение экономических условий способствовало появлению массового движения протеста в странах Северной Африки и на Ближнем Востоке, в частности в Тунисе, Ливии, Египте и Сирии. В первых трёх указанных странах были свергнуты правительства. См. Арабская весна.
В октябре 2010 года появились явные признаки войны валют (доллара, евро, иены и юаня). Страны снижали цены на свою валюту с целью приобретения конкурентоспособных преимуществ, для того чтобы облегчить экспорт валют, который, в свою очередь, способен помочь положить конец кризису. Однако если война валют и ряд льгот усилят коммерческое противостояние, это приведёт к торговой войне и неизбежно замедлит процесс восстановления. Подобная ситуация происходила во время Великой депрессии, инициированная США и Великобританией.
В 2010 году главный экономист МВФ Оливье Бланшар отмечает несомненный восстановительный рост мировой экономики, главными локомотивами которого указывает развивающиеся страны, прежде всего азиатские. Это объясняется тем, что ввиду более ограниченной финансовой интеграции стран с низкими доходами с мировой экономикой они испытали воздействие кризиса главным образом через торговлю, улучшение ситуации в которой происходит так же стремительно, как она ранее ухудшилась.
В марте 2011 года состоялось первое за десять лет совместное валютное предприятие G7 (в сентябре 2000 года действовали, чтобы поддержать введение в обращение евро) — договорились о валютных интервенциях, чтобы снизить курс иены и помочь экономике Японии, оказавшейся в тяжелейшем со времён Второй мировой войны кризисе.
На встрече G20 в Москве в феврале 2013 года, от которой ожидали заявления по вопросу валютных войн, итоговое коммюнике обошлось без критики в адрес Японии за снижение курса национальной валюты. Валютные войны — это риск, но развитым странам необходимо любыми средствами поддерживать рост, поскольку мировая экономика зависит от них, решили делегаты.

## Кризис в странах бывшего СССР

### Беларусь
Учитывая неразвитость фондовых и финансовых рынков в стране и их слабую интегрированность в мировую финансовую систему, влияние мирового финансового кризиса на белорусскую экономику проявилось несколько позже, по сравнению с другими странами. 
Воздействие происходит через два основных канала: снижение объёмов (темпов роста) производства в странах-партнёрах и, как следствие, уменьшение спроса на отдельные позиции белорусского экспорта (прежде всего нефтепродукты, чёрные металлы, калийные удобрения, машиностроительную продукцию); ограничение возможностей привлечения иностранного капитала, как в виде внешнего заимствования, так и прямых инвестиций. При этом особенностями, осложнившими ситуацию в Беларуси, выступили: длительно существовавший дефицит текущего счёта платёжного баланса страны; недостаточные объёмы притока в страну прямых иностранных инвестиций; ограниченность золотовалютных резервов; относительно высокие инфляционные и девальвационные ожидания.
Обострение кризиса в 2011 году
С весны 2011 года в Беларуси обострился финансовый кризис. 
Девальвация белорусского рубля за первое полугодие 2011 года составила 75 % по отношению к корзине иностранных валют.
С марта 2011 года белорусский рубль обесценивался со стремительной скоростью, при формальном удержании официального курса на уровне 3007—3155 рублей за доллар (по которому приобрести валюту было невозможно) и существовании реального «чёрного» курса в 5500—6000 руб. 
23 мая правительство вынуждено было признать девальвацию как свершившийся факт и установить курс в 4930 руб. за доллар. Это, тем не менее, лишь усугубило ситуацию в экономике и подчеркнуло недоверие населения к курсу властей. До сентября  валюту было невозможно приобрести ни юридическим лицам, ни гражданам, а 13 сентября 2011 Нацбанк Беларуси разрешил свободный курс в обменных пунктах и введение дополнительной сессии на валютной бирже. 13 октября на дополнительной сессии Белорусской валютно-фондовой биржи доллар подорожал и достиг нового рекорда — 9010 рублей. 14 октября ставка рефинансирования Нацбанка поднята с 30 до 35 % годовых, для уменьшения давления на обменный курс белорусского рубля. 
Инфляция в Беларуси за 9 месяцев 2011 года составила 74,5 %, по этой причине 21 октября 2011 была проведена вторая за год девальвация, введена единая сессия и установлен курс на уровне 8680 руб. — общее падение курса национальной валюты к доллару США за 2011 год составило 270 %. В годовом исчислении инфляция в сентябре 2011 года составила 79,6 % (по данным Национального статистического комитета Беларуси). Инфляция только в сентябре 2011 года составила 13,6 %.

### Россия

Российский фондовый индекс ММВБ в сравнении c американским индексом DJIA. В процентах от значений апреля 2008 года

Индекс промышленного производства в России в 2008—2010 годах, в процентах к соответствующему периоду предыдущего года

Динамика курса доллара США к российскому рублю

В России кризис 2008 года начался, по оценке Всемирного банка, как кризис частного сектора, спровоцированный его «чрезмерными заимствованиями в условиях глубокого тройного шока: со стороны условий внешней торговли, оттока капитала и ужесточения условий внешних заимствований».
Первым признаком начинающегося кризиса в России стал понижающий тренд на российских фондовых рынках в конце мая 2008 года, который перешёл в обвал котировок в конце июля, вследствие, как полагают некоторые эксперты, заявлений Председателя Правительства РФ Владимира Путина в адрес руководства компании «Мечел» в июле и военно-политических действий руководства страны в начале августа (Война в Грузии).
Особенностью российской экономики перед кризисом являлся большой объём внешних корпоративных долгов при незначительном государственном долге и третьих в мире по величине золотовалютных резервах государства.
18 сентября 2008 года премьер В. Путин на встрече в Сочи с иностранными предпринимателями, приехавшими на экономический форум, заявил: «Мы видим напряжение на наших торговых площадках, но считаем, что это не связано с нашими проблемами, у нас нет системных проблем. Все капитальные показатели российской экономики — в норме» На следующий день Путин заявил корреспонденту газеты «Коммерсантъ» А. И. Колесникову: «Так уже же нет никакого кризиса!» 28 января 2009 года в Давосе Путин в своём выступлении сказал, в частности, что кризис «буквально висел в воздухе. Однако большинство не желало замечать поднимающуюся волну».
Кризис ликвидности в российских банках, резкое падение биржевых индексов РТС и ММВБ, падение цен на экспортную продукцию (сырьё и металл) начали в октябре — ноябре 2008 года сказываться на реальном секторе экономики: начался резкий спад промышленного производства, первая волна сокращений рабочих мест. 
25 ноября сообщалось, что, согласно расчётам Министерства экономического развития России, впервые с момента начала мирового кризиса зафиксировано снижение ВВП в России в одном месяце по отношению к предыдущему: в октябре ВВП снизился на 0,4 % по отношению к сентябрю, хотя в годовом выражении, по сравнению с октябрём 2007 года, вырос на 5,9 % 12 декабря 2008 года заместитель главы МЭРТ Андрей Клепач признал, что в IV квартале экономика России вошла в рецессию.
В сентябре — октябре 2008 года правительством России были объявлены первые антикризисные меры, направленные на решение самой неотложной на тот момент задачи: укрепление финансовой системы России. В число этих мер вошли инструменты денежно-кредитной, бюджетной и квазифискальной политики, которые были нацелены на обеспечение погашения внешнего долга крупнейшими банками и корпорациями, снижение дефицита ликвидности и рекапитализацию основных банков. Расходы бюджета, направленные на поддержку финансовой системы, превысили 3 % ВВП. Эти расходы осуществлялись по двум каналам: предоставлением ликвидности в виде субординированных кредитов и посредством вливаний в капитал банковской системы. По оценке Всемирного банка, «это позволило добиться стабилизации банковской системы в условиях крайнего дефицита ликвидности и предотвратить панику среди населения: чистый отток вкладов из банковской системы стабилизировался, начался рост валютных вкладов, удалось избежать банкротств среди крупных банков, и был возобновлён процесс консолидации банковского сектора».
Попытки правительства сдержать падение курса российского рубля привели к потерям до четверти золотовалютных резервов Российской Федерации; с конца ноября 2008 года финансовые власти приступили к политике «мягкой девальвации» рубля, которая, по мнению журналиста «Независимой газеты», значительно ускорила спад в промышленности в ноябре — декабре 2008 года, вынуждая предприятия свёртывать производство и выводить оборотные средства на валютный рынок.
Согласно данным, обнародованным 23 января 2009 года Росстатом, в декабре 2008 года падение промышленного производства в России достигло 10,3 % по отношению к декабрю 2007 года (в ноябре — 8,7 %), что стало самым глубоким спадом производства за последнее десятилетие; в целом, в 4 квартале 2008 года падение промпроизводства составило 6,1 % по сравнению с аналогичным периодом 2007 года.
По итогам 2009 года российский фондовый рынок оказался мировым лидером роста, индекс РТС вырос в 2,3 раза.. 
12 марта 2010 года «Независимая газета» отмечала, что российскому фондовому рынку удалось отыграть большую часть падения, произошедшего в начале мирового финансового кризиса. По мнению оттуда же, это произошло благодаря осуществлённой российским правительством антикризисной программе.
В марте 2010 года в докладе Всемирного банка отмечалось, что потери экономики России оказались меньше, чем это ожидалось в начале кризиса.. По мнению Всемирного банка, отчасти это произошло благодаря масштабным антикризисным мерам, которые предприняло правительство.
Согласно исследованию ЕБРР (2011), непосредственным последствием кризиса стало вынужденное сокращение потребления базовых продуктов питания у 35 % российских домохозяйств. Как пишет профессор ВШЭ Константин Сонин: «Долгосрочным последствием стало формирование новой модели российской экономики — в результате кризиса и в последующие годы произошла крупнейшая мирная национализация производственных активов, были воздвигнуты барьеры для иностранных инвестиций, увеличены инвестиции в непроизводительные секторы (оборона, безопасность), выросла занятость в госсекторе и в компаниях, контролируемых государством».

### Украина
Украиной во время начала кризиса был взят крупный кредит МВФ в размере 16,5 млрд долл. (при суммарных золотовалютных резервах страны на тот момент около 32 млрд долл.), заём предназначался для выплат западным кредиторам долгов коммерческих предприятий и банков Украины. 1 декабря 2008 года был получен первый транш — 4 млрд долл. 

Невзирая на заём, Украина стала одной из наиболее пострадавших от кризиса стран:
- В октябре 2008 года промышленное производство на Украине упало на 19,8 % и впервые с августа 2005 года было зафиксировано падение ВВП — на 2,1 %[70].
- В ноябре 2008 ВВП Украины упал на 14 % по отношению к ноябрю 2007 года[71].
- В ноябре 2008 падение производства к ноябрю 2007 года составило: лёгкая промышленность −19,1 %, перерабатывающая промышленность −29 %, добывающая промышленность −32,1 %, химическая промышленность −35,2 %, машиностроение −38,8 %, металлургия −48,8 %[72].
- Гривна девальвировала более чем вдвое по отношению к доллару США за период 4 месяца: с 4,60 грн. в августе до 10 грн. 18 декабря 2008 года за 1 доллар США. Однако с апреля 2009 года курс гривны резко пошёл вверх и к середине мая уже достиг 7,4 грн./долл.
- Публичный отказ в ноябре 2008 года Национального банка Украины (НБУ), в соответствии с условием предоставления кредита МВФ, от поддержки курса гривны.
- НБУ 19 декабря заявил о возможности «внутреннего дефолта», заранее обвинив в нём правительство[73].
- В октябре НБУ специальным постановлением запретил досрочно снимать деньги c банковских депозитов. В результате «замороженные» гривневые депозиты населения, которые невозможно забрать из банков, сильно обесценились.
- В ноябре — декабре многие коммерческие банки в одностороннем порядке подняли процентные ставки по ранее выданным валютным и гривневым кредитам — в среднем в полтора раза. Таким образом, валютные кредиты стали ловушкой. По состоянию на 11 декабря по официальному (заниженному) курсу 7,47 грн./долл. валютные кредиты только физическим лицам составили 191,7 млрд гривен, увеличившись со 130 млрд в октябре исключительно за счёт падения гривны. С ноября кредитование населения банками практически полностью прекращено[74].
- Дефицит внешнеторгового баланса (превышение импорта над экспортом), достиг за 10 месяцев 2008 года 17 млрд долл. Для покрытия данного дефицита были привлечены заёмные средства за рубежом и внутри страны.
- Существенное сокращение ликвидных золотовалютных резервов НБУ — с 38 млрд 1 сентября до 27,2 млрд долл. в декабре[75].

По итогам 2009 года ВВП Украины упал на 14,8 %, что являлось одним из худших показателей динамики ВВП в мире. За тот же год промышленное производство упало на 25 % (более сильное падение было только в Ботсване и Эстонии).

## Кризис в разных странах
- 4 декабря Банк Англии снизил базовую ставку на 1 процентный пункт — ставка уменьшилась до 2 %, самого низкого уровня за всю историю существования Банка Англии с 1694 года[27].
- В начале декабря 2008 года Банк Канады снизил ставку рефинансирования до самого низкого уровня с 1958 года и признал, что экономика страны вошла в рецессию.

### США
Спустя пять лет, в 2014 году, согласно докладу «Плачевное состояние семейных финансов» (The Precarious State of Family Finances) независимой некоммерческой организации The Pew Charitable Trusts, большинство (70 %) американских (США) семей характеризуются «напряжённым финансовым положением» с точки зрения доходов, расходов или общего благосостояния.

### Греция
Греция — страна-участница ЕС, наиболее пострадавшая от экономического кризиса. Греческое правительство взяло огромную сумму в долг, чтобы покрыть бюджетный дефицит. Внешний государственный долг начал становиться угрожающе большим в начале 2010 г. Ситуация усугубилась, когда обнародовали данные о состоянии макроэкономики Греции, в том числе, и о реальном размере государственного долга, о котором умалчивало консервативное правительство Караманлиса на протяжении двух избирательных сроков. Из-за неспособности выплатить долг правительство было вынуждено урезать расходы на государственный сектор, что вызвало беспорядки и демонстрации с момента начала кризиса. 23 апреля 2010 г. оно попросило Евросоюз выдать кредит, что было первой предпринятой мерой, направленной на покрытие долга. Таким образом, Греция стала первой европейской страной, попросившей о помощи в борьбе с этой финансовой болезнью, позже к ней присоединились Португалия и Ирландия. В 2010 году МВФ и Евросоюз выделили Греции кредитную линию в размере 110 млрд евро, чтобы вывести страну из кризиса. Летом 2011 года Греция вторично попросила выдать кредит, несмотря на все усилия по сокращению долга, государственный долг Греции приближается к 350 млрд евро. Лидеры стран еврозоны и Международный валютный фонд согласились выделить Греции дополнительно 109 млрд евро в качестве помощи. Соглашение было достигнуто на экстренном саммите в Брюсселе 21 июля 2011 года. Ещё приблизительно 50 млрд евро должны предоставить частные инвесторы. В итоге общий объём помощи Греции составит 159 млрд евро.
Частным инвесторам предложено обменять гособлигации Греции, срок погашения которых наступает в ближайшие годы. Общий объём обмена греческих облигаций составит 135 млрд евро.
Экономика Греции как никакая другая оказалась в результате кризиса перегружена долгами.
1 июля 2015 года Греция допустила дефолт.

### Китай
К 2007 году пятый год подряд китайский ВВП рос более чем на 10 %, темпы роста китайской экономики в 2007 г. достигли самого высокого за последние 13 лет показателя — 11,4 %, однако в последние месяцы 2007 года на фоне роста опасений относительно вступления экономики США в полосу рецессии темпы роста экономики страны начали снижаться. По мнению экономистов, это было вызвано августовским кризисом subprime в США и ростом вероятности относительно вступления крупнейшей в мире экономики в полосу рецессии.
По итогам первых трёх кварталов 2008 года, объём золотовалютных резервов КНР составил около 2 трлн долл., однако в IV квартале началось снижение этих запасов, сократившихся до 1,9 трлн долл. Власти КНР объявили план по вложению до 586 млрд долл. в обновление инфраструктуры, и в сельское хозяйство. Эта сумма составляет до 18 % ВВП КНР, тогда как «План Полсона» в США составляет до 6 % ВВП.
Реализация пакета антикризисных мер началась в октябре 2008 года, на это Китай выделил 4 трлн юаней ($585 млрд).
20 ноября 2008 министр человеческих ресурсов и социального обеспечения, член Госсовета КНР Инь Вэйминь официально признал увеличение числа безработных в стране, назвав ситуацию «критической»: фабрики, ориентированные на экспорт, вынуждены закрываться.
В связи с сокращением внешнего спроса анонсируются намерения китайского правительства по переориентации экономики на внутренний спрос. Также представители КНР объявили о предполагаемом переводе своих резервов в золото.
Ухудшение мировой конъюнктуры привело к тому, что китайская промышленность снизила спрос на сырьё, что, в свою очередь, повлекло за собой снижение мировых цен, в том числе на продукцию металлургии.
7 января 2009 года агентство «Синьхуа», комментируя заявления Генри Полсона и Бена Бернанке, возложило ответственность за мировой кризис на власти США, обвинив их в «чрезмерной эмиссии долларов при попустительстве контрольных ведомств».
Самым сложным для Китая был ноябрь 2008 года, а нижняя точка спада пришлась на первый квартал 2009 года, когда ВВП Китая вырос всего на 6,1 %, объёмы экспорта КНР в первом квартале 2009 года сократились на 30,9 %.
Уже в марте 2009 года китайские государственные предприятия (SASAC) продемонстрировали выход на докризисный уровень производства, более того, они получили на 26 % больше прибыли, чем за аналогичный период 2008 года.
Председатель КНР Ху Цзиньтао отмечал, что в течение 2010 года «мы эффективно закрепили и расширили успехи, достигнутые в ходе отражения ударов международного финансового кризиса».
В августе 2011 года индекс деловой активности в производственном секторе Китая, рассчитываемый британским банком HSBC, впервые после зимы 2008—2009 годов упал в депрессивную область, где находился по октябрь 2012 года. См. #Вторая волна или продолжение кризиса.

### Япония
10 октября 2008 года индекс Nikkei 225 упал до самого низкого значения с мая 2003 года, опустившись на 881,06 пункта (-9,62 %) и составив 8276,43 пункта и Банк Японии заявил о намерении направить 35,5 млрд долл. для поддержки финансового рынка (ранее ЦБ выделил около 40 млрд долл). 
В тот же день стала банкротом страховая компания Yamato Life Insurance Co. Ltd., сумма задолженности которой составила около 2,7 млрд долл.

## Оценки продолжительности кризиса
В 2008—2009 гг. большинство политиков и экономистов прогнозировало скорое завершение кризиса. Однако были и такие, кто говорил о его долговременном характере. Доктор экономических наук Г. Цаголов выделил три основных на тот момент мнения: быстрое послекризисное восстановление, наступление второй волны кризиса, сохранение застойного состояния мировой экономики.
С течением времени всё больше и больше экономистов стали говорить о продолжительном характере кризиса. Особенно подчёркивается, что кризис далёк от завершения и продолжает развиваться.
Главный экономист МВФ О. Бланшар в 2012 году заявил, что мировой экономике понадобится ещё минимум десять лет для избавления от последствий начавшегося в 2008 году кризиса.
Влиятельный китайский учёный Ли Шэньмин в том же 2012 году отмечал: «Мировая экономика вступила в длительную полосу рецессии. С глобальным распространением неолиберализма волна приватизации ведёт мировую экономику в тупик… Бедных в мире становится все больше, и они продолжают беднеть. Богатых — меньше, и они только богатеют. Обеднение происходит почти во всех странах».
В конце концов, в большинстве стран нынешний кризис может по тяжести превзойти Великую депрессию, отмечает в январе 2014 года проф. Кармен Рейнхарт. Она и Кеннет Рогофф прогнозируют, что для восстановления мировой экономике понадобится ещё пять лет.
Как заявляет в октябре 2014 года глава МВФ К. Лагард, глобальную экономику ожидает длительный период низкого роста, высокой безработицы и геополитических проблем — причём последние, в свою очередь, ведут к ещё большему ухудшению ситуации в экономике.
Как отмечается в начале 2015 года, многие международные экономические организации, такие как Всемирный банк, МВФ и ОЭСР, в ходе исследования глобальных экономических процессов сошлись во мнении, что кризис 2008 года продолжает углубляться.

## Последствия кризиса
Лауреат Нобелевской премии по экономике Кристофер Писсаридес 30 сентября 2011 года выразил мнение, что положение в мировой экономике неправильно называть второй волной кризиса — она продолжает находиться в рецессии, начавшейся в 2008 году.
2011 год
К середине 2011 года CNN в своих опросах зафиксировало, что самое высокое (с начала их проведения в октябре 2008 года) число американцев — практически половина респондентов — ожидают, что Великая депрессия повторится в течение года. Также рекордное количество американцев, почти каждый третий, заявили, что боятся остаться без работы.
Летом 2011 года остро встал вопрос лимита госдолга США: 2 августа Конгресс США одобрил план повышения лимита госдолга и сокращения бюджетного дефицита, в случае непринятия плана США грозил технический дефолт, так как страна теряла возможность обслуживать свой долг.
В ночь с 5 на 6 августа агентство Standard & Poor’s впервые в истории понизило долгосрочный кредитный рейтинг США с максимального уровня «ААА» до уровня «АА+» с негативным прогнозом.
Золото в том августе подорожало на 12 %.
8 августа 2011 года видный американский экономист Нуриэль Рубини высказал мнение, что американская экономика «продолжает слабеть по причине низких темпов роста, а экономический рост Евросоюза застопорился». В то же время министр финансов США Тимоти Гайтнер уверен, что вторая волна рецессии мировой экономики маловероятна — по его словам, представители властей и Центробанков обладают временем, чтобы не допустить нового кризиса.
Подводя итоги 2011 года, главный экономист МВФ Оливье Бланшар отмечает, что он начался для глобальной экономики в режиме восстановления и с надеждами, однако заканчивается с застопоренным ростом и потерей доверия: «К концу года восстановление многих развитых экономик застопорилось, некоторые инвесторы даже рассматривают возможность распада еврозоны, существует реальная возможность того, что обстановка будет хуже, чем в 2008 году».
2012 год
В январе 2012 года академик Евгений Примаков заявил, что «беспочвенны разговоры о наступающей рецессии в центре мирового хозяйства — в США». Он также отметил, что «нереалистичны выводы и о резком ослаблении доллара, чуть ли не расстающегося с миссией общемирового платёжного средства».
По окончании первого полугодия 2012 года  — пять крупнейших банков Уолл-стрит сообщили о худших финансовых результатах за полугодие с момента кризиса 2008 года.
В докладе Global Wealth Report, подготовленном банком Credit Suisse, отмечается сокращение совокупного показателя благосостояния населения мира с середины 2011 года по середину 2012 года на 5,2 %, такое снижение показателя зафиксировано впервые с 2007—2008 годов.
В докладе МВФ «Перспективы развития мировой экономики» (окт. 2012) отмечается, что глобальная экономика может скатиться в рецессию, риски чего тревожно высоки.
ВВП США в четвёртом квартале 2012 года упал на 0,1 %, сокращение американской экономики произошло впервые с 2009 года. Всего за 2012 год американский ВВП вырос на 2,2 % (по сравнению с 1,8 % в 2011 году).
Экономика ЕС в 2012 году сократилась на 0,3 %, а ВВП еврозоны — на 0,5 %.
ВВП Китая по итогам 2012 года вырос на 7,8 % по сравнению с предыдущим годом, что стало минимальным показателем с 1999 года, когда рост составил 7,6 %.
В 2012 г. мировой ВВП вырос на 3,2 %, а мировая торговля увеличилась на 2,5 %.
Мировая безработица, достигшая пика в 200 миллионов человек в 2009 году, затем сокращалась, но в 2012 году снова начала расти, увеличившись за год на четыре миллиона человек и в целом составив 197 миллионов (6 % всего трудоспособного населения Земли).
Летом 2013 года Управление национальной статистики Великобритании объявило, что стране удалось избежать второй волны рецессии в 2012 году (в 2012 году утверждалось, что в Великобритании была впервые с 1970-х годов зафиксирована двойная рецессия, вызванная негативным влиянием долгового кризиса еврозоны).
2013 год
В марте 2013 года в Республике Кипр разразился финансовый кризис, приведший к разрушению её банковской системы. Экономика страны вошла в дефолтное состояние.
В апреле 2013 года в МВФ отмечают, что второй год спада в Европе демонстрирует отставание экономики региона от остального мира, по словам главного экономиста фонда О. Бланшара, «основным фактором риска продолжает оставаться Европа».
Авторы опубликованного Еврокомиссией «Зимнего экономического прогноза» (февр. 2014) отмечают, что европейская экономика вышла из рецессии весной 2013 г., а затем последовали подряд три квартала «приглушённого восстановления».
В 2013 г. темпы роста глобального ВВП составили 2,3—2,4 %.
В 2013 г. количество безработных в мире выросло на 5 млн человек по сравнению с годом ранее, по итогам года во всем мире более 202 млн человек официально не имели работы, — отмечалось в докладе Международной организации труда (МОТ) (янв. 2014). В том же докладе с оценками развития глобального рынка труда 2014 года отмечается, что спустя более пяти лет после начала кризиса 2008 г. темпы роста мировой экономики по-прежнему остаются слишком слабыми, чтобы создать достаточное количество новых рабочих мест.
2014 год
В январе 2014 года Международный валютный фонд (МВФ) повысил прогноз роста мировой экономики на ожиданиях ускорения темпов роста ВВП США, Еврозоны и Японии. Эксперты фонда отмечают, что локомотивом глобального роста стали развитые страны, а не развивающиеся, как это было в первые годы кризиса. В весеннем обзоре мировой экономики (World Economic Outlook Update, WEO) от МВФ отмечается, что «мы ещё очень далеки от полного восстановления». Тогда же главный экономист фонда Оливье Бланшар отмечает, что по мере постепенного ослабления последствий мирового кризиса во главу угла встаёт вопрос о неравенстве доходов.
В июне 2014 года Всемирный банк понизил прогноз роста мировой экономики, так как кризис на Украине в сочетании с необычайно холодной погодой в США негативно повлиял на темпы роста в первой половине этого года. Сокращение ВВП США по итогам I кв. 2014 года оказалось худшим со времени рецессии 2007—2009 годов и составило 2,9 %.
Летом 2014 года капитализация мировых фондовых рынков достигла в августе исторического максимума в 66 трлн долл., превзойдя предыдущий пик в 63 трлн 2007 года (а в кризис рухнув всего до 25 трлн долл.).
Согласно Международному валютному фонду, рост мировой экономики в 2014 году составил 3,4 %.
2015—2018
Весной 2015 года глава МВФ Кристин Лагард отмечает, что «восстановление глобальной экономики продолжается, однако оно умеренное и неравномерное. Люди во многих частях света не ощущают этого восстановления. Кроме того, выросли финансовые и геополитические риски». Канцлер ФРГ Ангела Меркель отмечала, что неустойчивость мирового экономического роста обусловили геополитические риски, вызванные конфликтом на востоке Украины и «Исламским государством». Беспокойство вызывает замедление роста китайской экономики, на которую приходится более трети мирового экономического роста. По мнению экспертов ОЭСР, события в Китае перевешивают улучшение ситуации в США — экономический спад в КНР рассматривается как основной фактор риска для мировой экономики.
В 2015 году впервые после острой фазы кризиса в 2008 году сократился объём мирового богатства, что объясняется главным образом укреплением доллара США — отмечается в отчёте «Global Wealth Report 2015» швейцарского банка Credit Suisse.
В то же время, в III квартале вырос до максимального показателя с 2006 года глобальный Индекс потребительского доверия Nielsen, в США он достиг максимума за все 10 лет измерения, в Европе продолжает рост третий квартал подряд и достиг максимума с 2008 года.
По оценке Всемирного банка, рост мировой экономики в 2015 году составил 2,4 %, такой же рост прогнозируется на 2016 год.
В январе 2016 года прогноз на текущий год глава Европейского центрального банка Марио Драги указал как неопределённый.
В мае 2016 года директор-распорядитель МВФ Кристин Лагард отметила, что «мировая экономика в настоящее время всё ещё страдает от последствий кризиса 2008 года».
«New York Times» в августе 2016 года отмечает, что Центробанки развитых стран до сих пор не преодолели последствия кризиса 2008 года: рост медленный, инфляция едва регистрируется, бизнес не хочет инвестировать; всё это несмотря на то, что центральные банки установили почти нулевые процентные ставки. Отмечается, что потребители и бизнес ведут себя так, будто тяжёлые времена будут всегда.
В октябре 2018 года МВФ отмечал, что последствия кризиса 2008 года сохраняются поныне, выражаясь, в частности, в медленном экономическом росте (большинство экономик так и не вернулось к докризисным траекториям роста) и увеличении государственных долгов (среднее отношение госдолга к ВВП выросло с 36 до 52 %).
|                        | 2006 | 2007 | 2008 | 2009 | 2010 | 2011 | 2012 | 2013 | 2014 | 2015 | 2016 | 2017 | 2018 | 2019 |
| ---------------------- | ---- | ---- | ---- | ---- | ---- | ---- | ---- | ---- | ---- | ---- | ---- | ---- | ---- | ---- |
| Общемировой показатель | 5.5  | 5.6  | 1.83 | -2.3 | 4.6  | 4.2  | 3.5  | 3.4  | 3.5  | 3.4  | 3.1  | 3.5  | 3.6  | 2.3  |
| Развитые страны        | 3.0  | 2.7  | 0.1  | -3.4 | 3.1  | 1.7  | 1.2  | 1.3  | 2.0  | 2.1  | 1.7  | 2.0  | 2.0  |      |
| Еврозона               | 3.2  | 3.0  | 0.4  | -4.5 | 2.1  | 1.5  | -0.9 | -0.3 | 1.2  | 2.0  | 1.7  | 1.7  | 1.6  | 1.7  |
| Развивающиеся страны   | 8.1  | 8.6  | 5.8  | 2.9  | 7.4  | 6.3  | 5.4  | 5.1  | 4.7  | 4.2  | 4.1  | 4.5  | 4.8  |      |
| Россия                 | 8.2  | 8.5  | 5.2  | -7.9 | 4.5  | 4.3  | 3.3  | 1.3  | 0.7  | -3.7 | 0.3  | 1.6  | 2.3  | 1.3  |

Как отмечается на Би-би-си в 2023 году, «миллионы европейских семей все еще не оправились от финансового кризиса 2008 года».

## В кино
- Инсайдеры (документальный, США, 2010)
- Предел риска (США, 2011)
- Нападение на Уолл-стрит (США, Канада, 2013)
- Игра на понижение (фильм) (США, 2015)